# Славутич (мини-футбольный клуб)
«Славутич» (Славута) — украинский мини-футбольный клуб, участник чемпионата и кубка Украины.
«Славутич» получает право участия в кубке страны 1992/93 начиная с первого отборочного турнира. Зональные соревнования проходят в Славуте, где помимо «Славутича» выступают ровненские «Случ» и «Строитель», а также харьковский клуб «ЭХО». В итоге «Славутич» получает право продолжить участие в кубке. Второй зональный турнир проходит также в Славуте, где в группе с местной командой оказываются «Искра» (Луганск), «СКИФ-Силекс» (Киев), «Станислав» (Ивано-Франковск), «Украина» (Львов) и «Строитель» (Ровно). Путёвки в финал достаются «Славутичу» и «СКИФ-Силексу». Матчи финального турнира проходят в Киеве 14-18 июня 1993 года. «Славутич» оказывается в одной группе с запорожской «Надеждой», днепропетровской «Нике» и харьковской «Ритой», и не проходит в полуфинал.
В состав команды, удачно выступившей в кубке страны, входили Андрей Вишневский, Валентин Юзва, Николай Голуб, Олег Ящук, Алексей Черныш, Игорь Рыньков, Евгений Минко, Сергей Печеников, Олег Дикун, Сергей Омельчук, Сергей Вознюк, Евгений Стасюк, Петр Шуст. Тренировали команду Владимир Заец и Анатолий Кузьменчук.
В следующем сезона «Славутич» заявляется в высшую лигу чемпионата Украины. По результатам первого круга «Славутич» не попадает в восьмёрку лучших команд, продолжающих борьбу за медали. В итоговой таблице клуб из Славуты занимает 13 место из 16-ти участников.
Чемпионат 1994/95 «Славутич» проводит неудачно, заняв последнее, четырнадцатое место, и набрав в 26 матчах лишь 4 очка. После этого команда прекращает выступления в кубке и чемпионате страны.